# Droga do Middelharnis
Droga do Middelharnis (niderl. Het laantje van Middelharnis) – obraz olejny holenderskiego malarza-pejzażysty doby baroku Meinderta Hobbemy, uważany za najważniejsze dzieło malarza i czołowy przykład holenderskiego malarstwa krajobrazowego, namalowany w 1689. Od 1871 znajduje się w zbiorach National Gallery w Londynie. 

## Opis
Obraz przedstawia wiejski krajobraz ze sztafażem. Kompozycja jest podzielona na kilka planów. Zgodnie z holenderską tradycją malarstwa pejzażowego, niebo zajmuje przeważającą część obrazu; sfera ziemska zajmuje mniej więcej 1/4 kompozycji. Niebo jest częściowo przysłonięte kłębiastymi chmurami. Linię horyzontu przysłania wiejska zabudowa, skupiona wokół kościoła, którego wysoka wieża góruje ponad krytymi czerwoną dachówką domami. Tytułowa wioska została ukazana w dalszym planie. Poprzedzają ją rozległe pola uprawne z grupami drzew, rozproszonymi w kilku miejscach. Pole przecina droga, ukazana niemalże na osi obrazu. Jej prawa odnoga prowadzi do gospodarstwa, w którym znajduje się duży dom i dwie rozmawiające osoby. Na pierwszym planie po prawej stronie widoczna jest kobieta, zbierająca winogrona. Ponadto pośrodku głównej drogi, obok odnogi, widoczny jest spacerujący mężczyzna z psem. Przy udeptanej piaszczystej drodze wznoszą się wysoko w górę topole, ułożone w dwóch rzędach, które wraz z drogą tworzą perspektywę zbieżną. 
Zakres tematyczny malarstwa Hobbemy oscylował wokół pejzażu. Malował głównie lasy, zarośla oraz inne krajobrazy, w których dominują drzewa. W 1668 artysta stał się celnikiem, zajmował się kontrolą wina, w wyniku czego malarstwo uprawiał jedynie w wolnym czasie. Jego nowe miejsce i praca, z którą został związany do końca swojego życia, przyniosły w jego działalności artystycznej ujemne konsekwencje w realizacjach zamówień artystycznych (przede wszystkim jakość jego dzieł była nierówna). Do tego okresu twórczości należy Droga do Middelharnis, która stanowi innowację, przede wszystkim za sprawą kompozycji. Cechuje ją symetria, równowaga i harmonia. Pomimo iż postaci w obrazie są stosunkowo niewielkie i niewidoczne na pierwszy rzut, artysta przedstawia obecność człowieka. Krajobraz w Drodze do Middelharnis jest w dużym stopniu ukształtowany przez człowieka, co podkreślają między innymi znacznie przycięte korony drzew, tworzące specyficzny efekt plastyczny. Co więcej, Droga do Middelharnis stanowi sui generis kulminacyjne osiągnięcie preferowanego przez Hobbemę tematu koegzystencji człowieka i natury. Obie siły współistnieją tu niemal w pełnej harmonii.
Zidentyfikowane zostało miejsce namalowania dzieła. Jest nim droga prowadząca z miejscowości Steene Weg (dawniej Boomgaardweg) prowadząca do Middelharnis. Obie miejscowości są usytuowane na wyspie Goeree-Overflakkee (Południowa Holandia) w delcie rzeki Mozy. 